# 澳門海星中學
澳門海星中學（葡萄牙語：Escola Estrela do Mar），簡稱E.M，正校位於澳門高樓街，為一所提供全日制課程的澳門學校，設有中學部、小學部、幼稚園、回歸教育部和持續教育部，由天主教耶穌會創辦。前身位於廣東省肇慶，1950年因戰亂而停辦，直至1955年由葡國耶穌會會士戈振東神父在澳門復辦。現時海星中學與澳門利瑪竇中學同屬耶穌會所管理。每年的十二月八日為該校在澳的建校紀念日。其在教育及青年發展局註冊的校部編號分別是004（海星中學）和165（海星中學附屬小學，位於燒灰爐巷10至12號），而海星中學(夜間部，位於高樓街36號)的校部編號為129。
海星中學為一所男女同校的天主教學校，提供十五年基礎教育。由於該校是中文學校，以中文為主要授課語言，故入讀學生必須能操廣東話，或對中文有所認識，以使新舊學生都能同步學習。
現任校長是黃彪。

## 沿革
20世紀初，耶穌會在葡萄牙的會士應天主教澳門教區主教邀請派遣會士往中國高要縣傳教。耶穌會秉承推廣本地文化與基督福音整合之精神，於1917年，在廣東省肇慶府創辦海星中學教育青少年；1950年，因戰亂及政治形勢而停辦。
1955年，耶穌會會士戈振東神父等輾轉去到澳門，目睹澳門經濟蕭條及接觸無數貧困家庭，遂於澳門高樓街復辦海星中學，為貧苦失學兒童提供基礎教育。及至1959年，戈振東神父奉調返葡萄牙，譚志清神父接任海星中學校長。1964年及1974年，海星中學於聖若瑟修院內增設初中部及高中部。1975年7月，教區主教指派教區司鐸劉志超神父出任副校長。
1995年，在高樓街原小學進行拆建，建立了現時的新中學部，至此，海星中學乃逐漸成為一所完整的中學，並附設小學及幼稚園。1997年，由於具備初中程度的在職或失業人口眾多，譚神父再度秉承耶穌會的辦學精神，開辦夜中四、中五及中六課程。
2002年7月，譚志清神父退休，蔡梓瑜出任第三任校長。2003年5月，耶穌會委託海星中學，開辦海星教育資源中心；並於2004年2月開辦成人教育部。

## 教學制度
海星中學設有小學部及中學部，小學為六年制。高中設有理科（生、化、物）、文科（史、地）、，並已加入政府免費教育網。

## 海星中學的兩個校部

### 165 - 海星中學附屬小學
校部地址:		燒灰爐巷10至12號
校部電話:		28973436
校部傳真:		28340032
教育制度:		本地學制 （按9/2006號法律非高等教育制度網要法第三十六條第三款：根據私立學校是否按本教育制度的教育目標、教育階段及其年限、課程框架和基本學力要求辦學，可分為本地學制及非本地學制）
教育階段:		小學教育
學校系統:		私立學校
免費教育學校系統:		小學教育
教育類型:		正規教育
主要授課語文:		中文

### 004 - 海星中學
校部地址:		高樓街36號
校部電話:		28976464
校部傳真:		28976252
教育制度:		本地學制 （按9/2006號法律非高等教育制度網要法第三十六條第三款：根據私立學校是否按本教育制度的教育目標、教育階段及其年限、課程框架和基本學力要求辦學，可分為本地學制及非本地學制）
教育階段:		幼兒教育 小學教育 中學教育
學校系統:		私立學校
免費教育學校系統:		幼兒教育 小學教育 初中教育 高中教育
教育類型:		正規教育
主要授課語文:		中文

## 課程
- 幼稚園
- 小學部
- 中學部
  - 初中組
  - 高中組
    - 高中文組
    - 高中理組
- 回歸教育部
- 持續教育部

## 學校設施
- 生化實驗室
- 輔導室
- 物理室
- 醫療室
- 電腦室
- 圖書館
- 音樂室
- 植物園
- 小賣部
- 操場
- 美術室
- 健身室

## 校內組織
- 學生會
- 校友會[1]
- 學生報
- 史地學會
- 科研學會
- 宗教組
- 童軍第二十三旅
- 圖書館館員
- 管樂團
- 古箏團
- 合唱團

## 治校理念
- 運用最好的理據幫助每一位學生；
- 創設最好的工作環境給每一位同事；
- 締造積極、正、親和、及溝通的校園文化；
- 重視學生 德、智、體、群、美、靈 六育的全人發展。

## 管理架構
校董會 
- 主  席：劉家正神父、周守仁神父、陳錦添、黃龍章、張逹明、張慧玲

- 行政架構 
  - 校董會主席：劉家正神父
  - 校長：黃彪
  - 校務顧問：陳興華
  - 副校長：李弘
  - 財務主任：李潔卿
  - 校長秘書：劉彩華
  - 中學部教務主任：黃劍星、陳泳蘭
  - 訓導主任：何力輝
  - 小學部教務主任：黃家鳳
  - 幼稚園主任：方子宏

## 歷任校長
|   | 中文名稱   | 外文名稱                | 開始擔任日期 | 最後擔任日期 | 備註                       |
| - | ---------- | ----------------------- | ------------ | ------------ | -------------------------- |
| 1 | 戈振東神父 | Fr. Joaquim Guerra S.J. | 1955年       | 1959年       | 葡萄牙漢學家               |
| 2 | 譚志清神父 | Fr. Tam Chi Cheng S.J.  | 1959年       | 2002年       | 譚志清神父主持校政四十多年 |
| 3 | 蔡梓瑜博士 | Choi Chi U              | 2002年       | 2013年5月1日 |                            |
| 3 | 黃彪先生   | '                       | 2013年       | 至今         |                            |

## 校徽
校徽由校名、曉明之星、航行中的船及印有辦學宗旨四個部份組成。曉明之星是指慈母瑪利亞，一直引領及眷顧航行中的船。而航行中的船指本校全體教職員生及家長。在曉明之星的帶領下，乘風破浪，越過種種教與學、生活與工作等挑戰，共同邁向上主指示的美好新天地。

## 校歌
澳門海星中學校歌

Escola Estrela do Mar School Song
|  | 承傳真理 德訓重教育 誠然憑純愛心 濠情光照 海鏡耀我校 彰顯師生教學熱忱 尋求真知 永表率性 神靈光 光耀海星 情懷海鏡 音韻頌母校 春風吹恩雨滿學林 |

## 校園電台
- EM 137 - 主要是由海星中學高中同學主持的節目，於每天中午時段1:30 ~ 2:00在校內廣播。因缺乏学校政策支持，已于2007年停播。

當年大部份同學都覺得校園電台影響休息和學習，所以學生會應大部份同學要求，向校方反映，於2007年停播校園電台.

## 校服基本要求
夏季

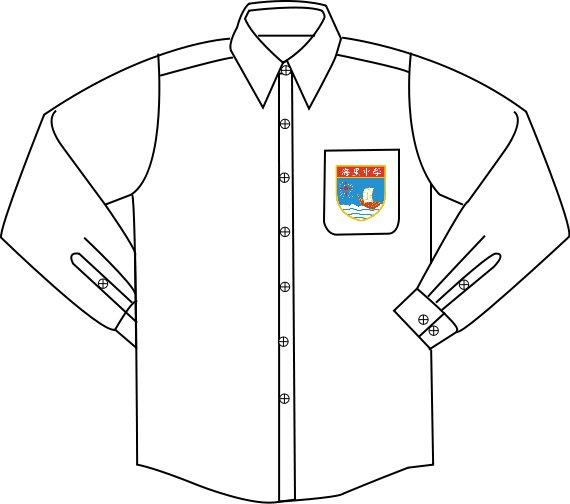
冬季校服樣版

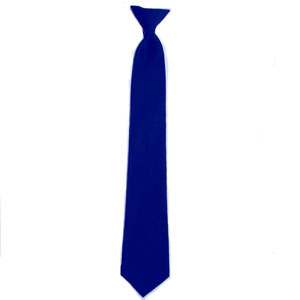
校呔

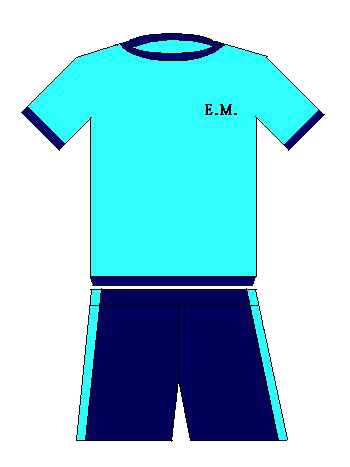
夏季運動服樣版

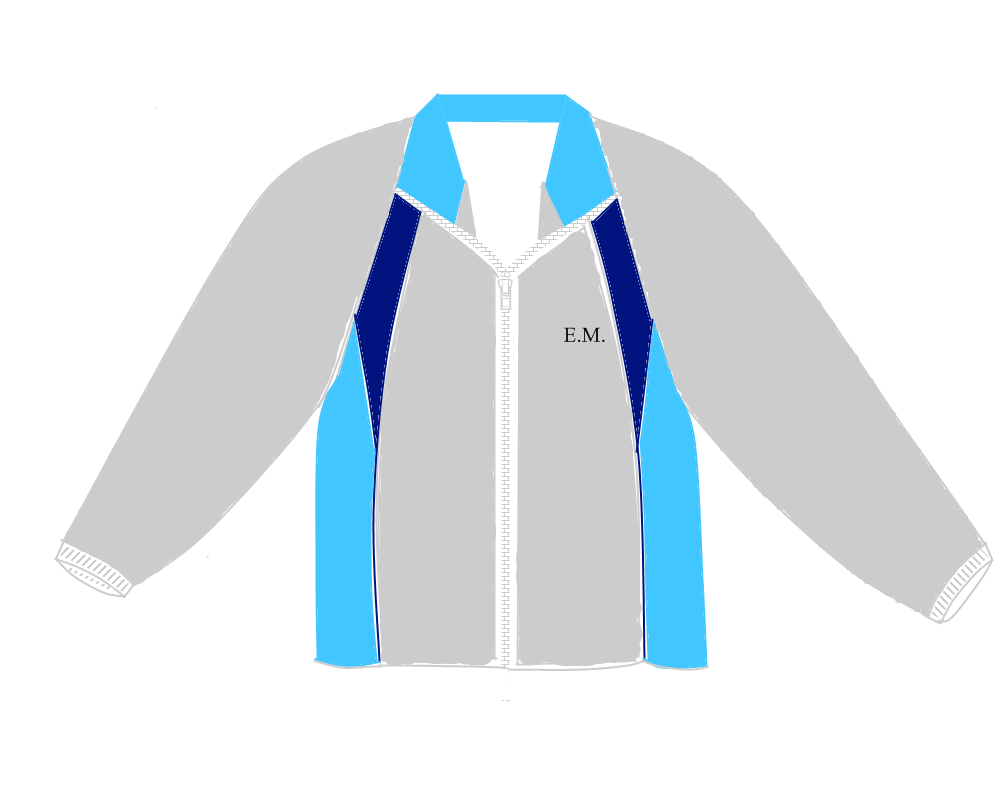
運動服外套樣版(正面)

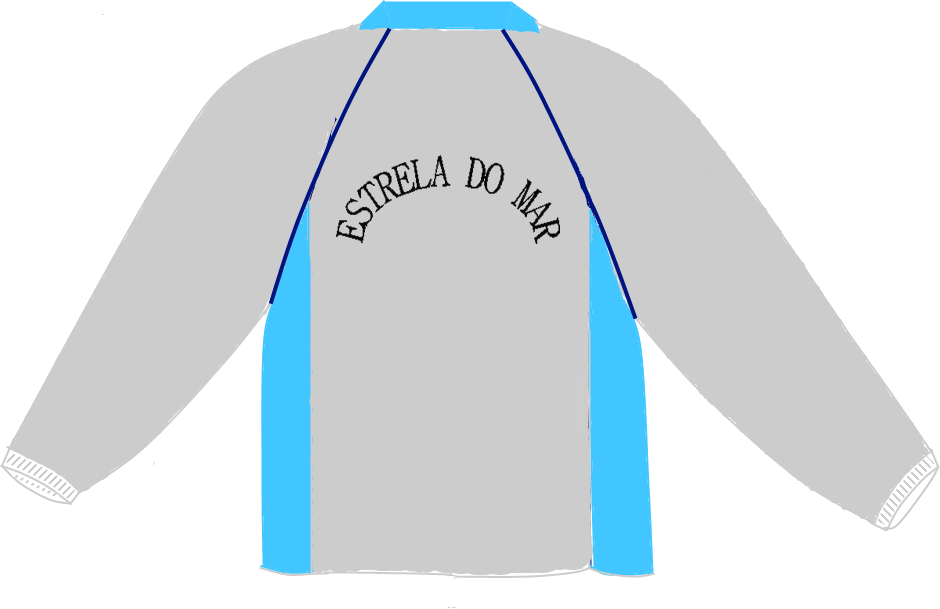
運動服外套樣版(背面)

男服:短袖白襯衣、白色內衣、灰色西褲、黑色皮帶(校徽應用針線縫在襯衣的左袋上);
女服:藍色校服套裝裙，白色內衣;
冬季
男服:長袖白襯衣、藍色領帶、白色內衣、灰色西褲、黑色皮帶、灰色泠衫或背心、普藍色校褸(校徽應用針線縫在白襯衣和校褸的左袋上);
女服:長袖白襯衣、棗紅色領帶、藍色背心裙、灰色泠衫或背心、普藍色校褸(校徽應用針線縫在白襯衣和校褸的左袋上);
冬、夏季運動服
男女生上體育課當日應穿著白襪、白色運動鞋及學校運動服上課，其它非上體育課的日子，按情況可穿著運動服回校。
穿運動服考試會扣分及記缺點
襪頭不能短過腳眼

## 傑出老師
- 陳藝康，2010/2011學年教學設計獎勵計劃甲等獎。
- 關淑梅，第十一屆亞洲室內單車錦標賽冠軍。

## 傑出校友
- 張麗群，澳門業餘粵曲唱家，有「澳門芳艷芬」美譽。
- 梁志勇，第21屆中國青少年科技創新大賽奪得一等獎。
- 何漢權：香港資深教育界人士、教育評議會主席、風采中學校長及香港教育學院兼任講師（小學部）[3]

## 校刊
- 《苔痕上階綠》，2007年3月3日
- 《海星家校教育通訊》，學校與家長及校友溝通的免費刊物。
- 《澳門學生報》：2008年5月前稱為「海星學生報」。學生報由「校園點滴」（分為中、小學部）、「學生園地」、「社會脈搏」組成，於2002年創刊。學生報可以在中央圖書館、何東圖書館取得。現任總編輯為:阮家杰  顧問:陳健明、陳詩琪、鄭順雯

### 耶穌會中華省中學
- 耶穌會
- 新北徐匯中學
- 新竹內思高工
- 香港華仁書院
- 九龍華仁書院
- 利瑪竇中學
- 取潔中學

### 同名學校
- 花蓮海星高中

## 外部連結
- 蔡梓瑜：讓每一個學生都是精英
- 學校動態
- 海星中學
- 澳門海星中學校友會
- 台灣海星旅台校友會
- 海星中學五十一週年校慶
- 49週年校慶特刊
- 澳門童軍第廿三旅
- 中學生戶外教育營
- 《澳門日報》訪問蔡梓瑜校長論政府實行免費教育
- 澳門海星中學 家校教育通訊
- 澳門海星中學位置圖

## 學校資料(教青局)
- 海星中學校規(轉載自'澳門學校特徵1994/95'一書)[]
- 海星中學校史(1999年本局收集的資料)[]